# Arripis
Arripis Jenyns, 1840 è un genere di pesci ossei marini e d'acqua salmastra appartenenti all'ordine Perciformes, in seno al quale rappresenta l'unico genere appartenente alla famiglia Arripidae Gill, 1893.

## Etimologia
Il nome scientifico del genere, Arripis, deriva dal latino arripere, "afferrare improvvisamente", in riferimento al nuoto veloce ed alla combattività di questi pesci quando presi all'amo.

## Descrizione
Le specie ascritte al genere mostrano una serie di adattamenti legati a una vita pelagica ed al nuoto veloce.

Il corpo è vigoroso e fusiforme, con pinna caudale biloba omocerca dal peduncolo caudale sottile: i lobi della pinna caudale hanno pressappoco la stessa lunghezza della testa.

La pinna dorsale è unica, la parte anteriore è fornita di 9 raggi spiniformi mentre la posteriore (che è più lunga della pinna anale) di 15-19 raggi molli. Pinna anale breve, con 3 raggi spinosi e 9-10 raggi molli. Pinna pelvica in posizione toracica.

Bocca grande in posizione terminale, con piccoli denti appuntiti e villiformi. Branchie grandi e molto dense per massimizzare lo scambio gassoso, occhi arrotondati dal diametro pari a circa un quinto della lunghezza totale della testa.

Le scaglie sono relativamente grandi: la linea laterale corre lungo la metà superiore del corpo. Gran parte dei filetti è costituita da muscolo rosso.
Le dimensioni delle specie ascritte al genere variano dai 41 cm e 800 g dell'aringa australiana ai 96 cm e 10.5 kg dei salmoni australiani. La colorazione mostra sempre area ventrale chiara e dorsale che va dal grigio-bluastro al verde scuro dorsalmente, come in molte specie pelagiche: possono a seconda della specie essere presenti lievi striature o maculature di colore diverso.

## Biologia
Si tratta di specie gregarie che formano banchi anche di grandissima consistenza numerica, talvolta in associazione (forse mutualistica) con altre specie gregarie dalle abitudini simili come i carangidi. Le specie ascritte al genere sembrano essere piuttosto longeve, superando in molti casi i 10 anni d'età.
La dieta delle specie ascritte al genere è principalmente carnivora e tutto sommato opportunistica, basandosi sulle prede maggiormente rappresentate numericamente al momento nella zona di residenza dell'individuo: gli esemplari più piccoli si nutrono perlopiù di crostacei planctonici, mentre quelli più grandi si rivolgono in massima parte ai piccoli pesci pelagici gregari come le alici, che vengono radunati in superficie per nutrirsene.
La riproduzione di questi pesci non è stata studiata in dettaglio, sembrerebbe tuttavia che i pesci del genere Arripis si riproducano in acque aperte durante la primavera australe, rilasciando un gran numero di piccole uova sferiche galleggianti da cui si sviluppano larve planctoniche: a differenza di altre grandi specie pelagiche come tonni e ricciole, sembrerebbe che le specie ascritte al genere non si riproducano in un unico grande evento, ma in numerosi piccoli eventi durante la bella stagione.

## Distribuzione e habitat
Il genere è diffuso nelle aree temperate dell'emisfero australe, con le quattro specie che occupano areali grossomodo contigui su un'area che va dalla Baia degli Squali alle isole Kermadec e a sud fino alla Tasmania.
Le specie ascritte al genere sono pesci neritiche / epipelagiche, tipiche delle aree superficiali (1-80 m di profondità, col salmone australiano occidentale che si spinge a profondità superiori) delle acque aperte con fondale sabbioso od erboso, ma che non disdegnano le zone a fondale roccioso e le aree estuarine a salinità ridotta, con alcune popolazioni che possono risalire i tratti terminali dei fiumi. I giovani prediligono le aree più protette, come le baie ed i mangrovieti.

Gli adulti sembrano compiere migrazioni stagionali anche di grande entità, spostandosi inoltre a maggiori profondità durante i mesi freddi.

## Pesca
Le specie del genere Arripis sono molto rinomate nell'ambito della pesca sportiva per la grande combattività: a livello commerciale questi pesci non sono particolarmente apprezzati come cibo (le carni molto rosse vanno dissanguate rapidamente dopo la cattura per evitare il sapore spiacevole) ma vengono pescati a livello tradizionale dai Maori oppure utilizzati come esca per altre specie di maggior pregio. Quest'ultimo dato, cui si somma il fatto che gli esemplari catturati come bycatch non vengono generalmente registrati dai pescherecci, fa sì che il reale impatto della pesca sugli stock di salmoni e aringhe australiani venga molto sottostimato.

## Tassonomia

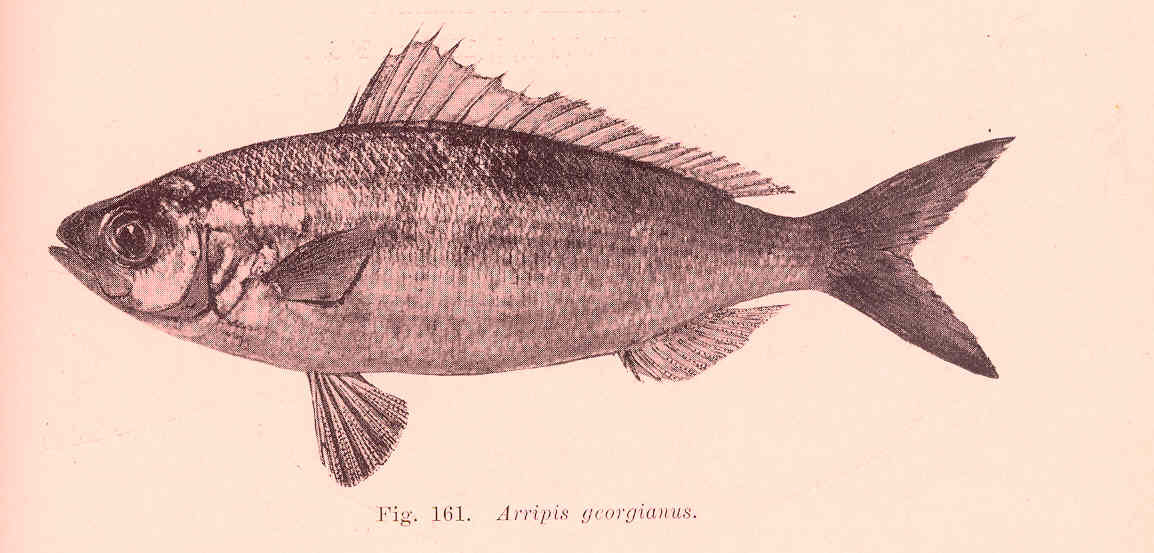
A. georgianus.

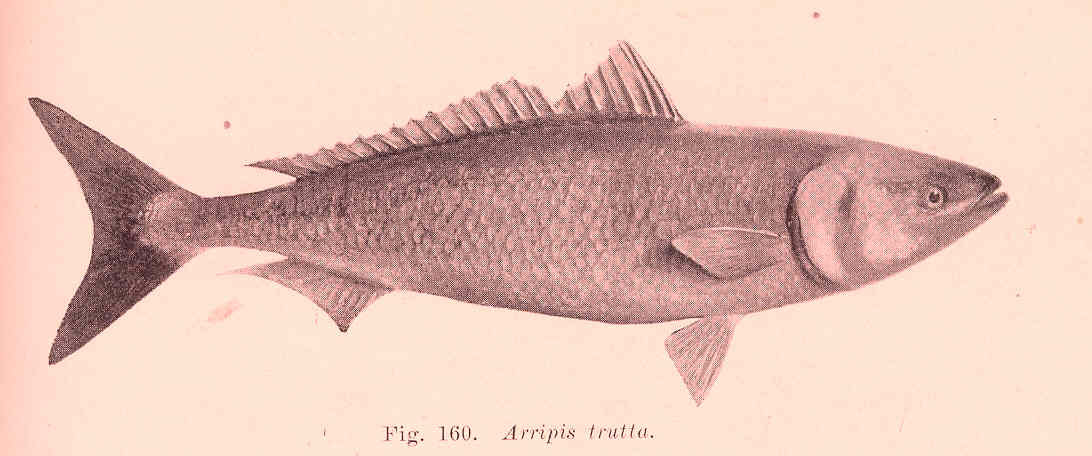
A. trutta.

Al genere vengono ascritte quattro specie:
- Arripis georgianus (Valenciennes, 1831) - aringa australiana;
- Arripis trutta (Forster, 1801) - salmone australiano o kahawai;
- Arripis truttacea (Cuvier, 1829) - salmone australiano occidentale;
- Arripis xylabion Paulin, 1993 - kahawai settentrionale;

Le quattro specie sembrano essersi originate per speciazione allopatrica a causa della formazione di barriere biogeografiche dovute ai cambiamenti del regime delle oceaniche o alla formazione di lingue di terra per via dei cicli delle ere glaciali.
Nonostante il nome comune di "salmone australiano" o "aringa australiana" con cui le varie specie sono conosciute, non sussiste alcuna parentela particolare coi salmoni o le aringhe.